# سانتوس واغادوغو
نادي سانتوس لكرة القدم (بالفرنسية: Santos Football Club)‏ نادي كرة قدم بوركينابي يلعب في دوري الدرجة الممتازة . تم تأسيس النادي في سنة 1977 .